# Renvoi préjudiciel
Pour la procédure spécifique au droit de l’Union européenne, voir Renvoi préjudiciel devant la Cour de justice de l’Union européenne.
Un renvoi préjudiciel est une procédure par laquelle une juridiction, qui n’est pas compétente pour se prononcer sur une question dont la réponse a des conséquences sur la solution d'un litige, transmet cette question à la juridiction compétente et sursoit à statuer en fonction de sa réponse. La question ainsi transmise est qualifiée de question préjudicielle, et l’exception par lequel une partie à l’audience soulève l’incompétence de la première juridiction pour résoudre la question d’exception préjudicielle.
Les procédures de renvoi préjudiciel existent dans plusieurs ordres juridiques. Selon les règles de procédure, ces questions peuvent être obligatoires ou facultatives de la part du juge, en fonction des matières, des juridictions concernées, et du fait qu’une exception en ce sens ait été soulevée ou non par l’une des parties à l’audience. Un renvoi préjudiciel représente une complication importante et nécessite qu’un juge accepte de se désaisir d’une partie du contentieux : pour cette raison, il s’agit en règle générale d’une procédure de dernier ressort à laquelle il n’est recouru que si le renvoi est nécessaire pour trancher le litige. Certaines procédures, toutefois, imposent au juge de transmettre une question préjudicielle même si celle-ci ne détermine pas la solution du litige, à l’exemple de la question prioritaire de constitutionnalité en France.

## En droit de l’Union européenne
Afin d’assurer l’uniformité de l’interprétation du droit de l’Union européenne, le traité sur le fonctionnement de l’Union européenne (TFUE) prévoit une procédure de renvoi préjudiciel qui permet, et dans certains cas oblige, les juridictions des États membres à transmettre à la Cour de justice de l’Union européenne toutes les questions relatives à l’interprétation des actes du droit européen (traités et actes de droit dérivé — règlements, directives et décisions) ou à la validité des actes du droit dérivé.

## En droit français

### Droit constitutionnel
En droit français, en vertu de la théorie de la loi-écran, les juridictions judiciaires et administratives ne sont pas compétentes pour contrôler la constitutionnalité d’une loi. La révision constitutionnelle du 23 juillet 2008 a introduit un mécanisme de renvoi préjudiciel, dit question prioritaire de constitutionnalité (QPC), par lequel les juridictions de ces deux ordres, peuvent surseoir à statuer dans l’attente d’un contrôle de constitutionnalité d’une loi dont dépend la solution du litige. Ce contrôle a posteriori est assuré par le  Conseil constitutionnel, seul juge compétent pour abroger une loi.
L’articulation de ce mécanisme avec le renvoi préjudiciel devant la Cour de justice de l’Union européenne a fait l’objet d’une jurisprudence fournie.
L’article 61-1 de la Constitution, siège de la procédure de QPC, ne détermine pas son nom, qui n’est fixé que par la loi organique prise pour son application en décembre 2009. Entre juillet 2008 et décembre 2009, le nom de « question préjudicielle de constitutionnalité » a également été utilisé par une partie de la doctrine pour désigner la procédure en cours de conception. Cependant alors qu’une question préjudicielle n’est normalement posée par le juge qu’en dernier ressort, dans la situation où il n’est pas en mesure de résoudre le contentieux dont il est saisi sans pouvoir rester dans son champ de compétence ; la QPC est au contraire bien prioritaire, en le sens où le juge a obligation de saisir le Conseil constitutionnel dès lors qu’une partie au contentieux demande que soit posée une telle question. Le renvoi de la question devant le Conseil constitutionnel, après un contrôle minimal (de sérieux, de nouveauté, et de lien avec le contentieux en cours), doit alors intervenir avant l’examen de tout autre moyen. Pour cette raison, la qualification de « renvoi préjudiciel » de la QPC est contesté par certains auteurs.

### Dualité des ordres de juridiction
Dans le cadre de la dualité des ordres de juridiction, les juridictions judiciaires et administratives disposent chacune de compétences exclusives, ce qui impose dans certains cas des renvois préjudiciels d’une juridiction d’un ordre devant une juridiction de l’autre. Ainsi par exemple,
- Les juridictions judiciaires ne sont en règle générale pas compétentes pour interpréter un acte administratif individuel (arrêt Septfonds de 1923).
- Les juridictions administratives ne sont pas compétentes en matière de nationalité ou d’état des personnes.

Des exceptions à ces principes ont pu être aménagées dans un souci de bonne administration de la justice. Ainsi, depuis l’entrée en vigueur du nouveau Code pénal en 1994, le juge pénal peut interpréter un acte administratif individuel. En outre, un arrêt du tribunal des conflits de 2010, SCEA du Chéneau, nuance l’arrêt Septfonds en autorisant le juge judiciaire à ne pas effectuer de renvoi préjudiciel devant le juge administratif lorsque celui-ci peut être tranché en appliquant une jurisprudence établie. Un tel renvoi est également évité si le juge administratif devrait lui-même effectuer un renvoi préjudiciel devant la Cour de justice de l’Union européenne, pour éviter une succession de renvois nuisibles au justiciable : le juge judiciaire peut alors renvoyer directement devant la CJUE.